# 北上市立南小学校
北上市立南小学校（きたかみしりつ みなみしょうがっこう）は、岩手県北上市相去町葛西檀にある公立小学校。

## 概要
相去・相去第二・鬼柳（旧）の3小学校を統合し、開校した。
北上市内の教育機関の1つ。県内では比較的児童数の多い学校。近隣に北上総合運動公園があり、その施設を利用して授業をすることもある。また、北上市立南中学校もあり、在校生は交通の不便なく中学校へと進学できる。また病院施設、交番等の公共施設がいくつか接近している。

## 沿革
- 1975年（昭和50年）度 - 校舎建設[3]。
- 1976年（昭和51年）4月1日 - 相去小学校・相去第二小学校・鬼柳小学校（旧）を統合して開校[1]。
- 1988年（昭和63年）4月1日 - 学区の一部を分離し、鬼柳小学校（現）開校（再開校）[1]。

## 通学区域
出典
- 相去（1区〜11区）

## 進学先中学校
- 北上市立南中学校

## 学校周辺
- 北上総合運動公園 - 北上市道をはさんで、敷地が隣接。
  - ウエスタンデジタルスタジアムきたかみ
  - 北上市総合体育館
- 北上市立大堤公園
  - 大堤（池）
  - 大堤公園キャンプ場
- 北上市立南中学校
- 北上市立大堤西公園
- 国道4号線
- 岩手県立北上翔南高等学校

## アクセス
- 岩手県交通
  - 「日1」・「翔2」・「翔5」の各系統で、「北上総合運動公園入口」停留所下車後、徒歩約165m・約3分（バス停から学校敷地は目の前だが、正門までは若干の徒歩移動を伴う）。
  - 「翔1」・「翔3」・「翔4」の各系統で、「北上翔南高校」停留所下車後、徒歩約900m・約14分（学校正門までの距離）。